# Sonerila obliqua
Sonerila obliqua är en tvåhjärtbladig växtart som beskrevs av Pieter Willem Korthals. Sonerila obliqua ingår i släktet Sonerila och familjen Melastomataceae. Inga underarter finns listade i Catalogue of Life.